# Tərəqqi FK
Tərəqqi Futbol Klubu was een Azerbeidzjaanse voetbalclub uit Ganja. De club was opgericht in 2011 als zelfstandig team van Kəpəz PFK en speelde twee seizoenen in de Azərbaycan Birinci Divizionu. Na het seizoen 2012/13 werden om financiële redenen de activiteiten gestaakt.